# عبدالله دیوارا (بازیکن فوتبال، زاده ۱۹۸۳)
عبدالله دیوارا (انگلیسی: Abdoulaye Diawara؛ زادهٔ ۲۶ ژانویهٔ ۱۹۸۳) بازیکن فوتبال اهل مالی است.
از باشگاه‌هایی که در آن بازی کرده‌است می‌توان به باشگاه فوتبال پاریس و باشگاه فوتبال سنت ترویدنس اشاره کرد.
وی همچنین در تیم ملی فوتبال مالی بازی کرده‌است.